# Fotogramas de Plata 1955
El lliurament del 6è Premi Fotogramas de Plata (coneguts oficialment com a Placa San Juan Bosco), corresponents a l'any 1955 lliurat per la revista espanyola especialitzada en cinema Fotogramas que atorgava el premi al "millor intèrpret de cinema espanyol que hagi demostrat amb propietat un paper de destacats valors morals, va tenir lloc el 31 de gener de 1956, diada de Sant Joan Bosco, a la residència de la família Nadal-Rodó, propietària de la revista, al barri de Pedralbes (Barcelona).

## Candidatures

### Millor intèrpret de cinema espanyol
| Intèrpret     | Pel·lícula     | Resultat  |
| ------------- | -------------- | --------- |
| Pablito Calvo | Mi tío Jacinto | Guanyador |